# Conor Hourihane
Conor Hourihane, né le 2 février 1991 à Bandon, est un footballeur international irlandais qui évolue au poste de milieu de terrain avant de devenir entraîneur.

## Biographie

### En club
Avec le club de Barnsley, il inscrit treize buts en quatrième division lors de la saison 2014-2015, puis dix buts en troisième division lors de la saison 2015-2016.
Le 26 janvier 2017, Conor Hourihane s'engage pour trois ans et demi avec Aston Villa. Le 28 février suivant, il inscrit son premier but avec les Villans à l'occasion d'un match de championnat face à Bristol City (victoire 2-0).
Le 19 août 2017, il se met en évidence en étant l'auteur d'un triplé en deuxième division, lors de la réception de Norwich City, permettant à son équipe de s'imposer 4-2. Cette saison-là, il marque un total de onze buts en Championship.
Le 5 octobre 2019, il inscrit son premier but en Premier League avec Aston Villa sur la pelouse de Norwich City (large victoire 1-5).
Le 20 janvier 2021, en manque de temps de jeu à Aston Villa, Hourihane est prêté pour six mois et sans option d'achat à Swansea City.
Le 30 août 2021, il est prêté pour une saison à Sheffield United, relégué en Championship.
Le 6 juillet 2022, il rejoint Derby County.
En juin 2024, Hourihane rejoint le Barnsley FC en qualité de joueur et entraîneur adjoint. Il décide finalement de mettre un terme à sa carrière de joueur à la fin de l'année 2024 pour se concentrer sur son rôle d'entraîneur adjoint au sein de ce club.

### En équipe nationale
Conor Hourihane participe aux éliminatoires du championnat d'Europe espoirs en 2010 puis en 2011.
Le 28 mars 2017, il honore sa première sélection avec l'Irlande en étant titularisé lors d'un match amical face à l'Islande (défaite 0-1).
Le 26 mars 2019, Hourihane inscrit son premier but avec l'équipe d'Irlande à l'occasion d'une rencontre comptant pour les éliminatoires de l'Euro 2020 contre la Géorgie (1-0).
Le 12 octobre 2021, il délivre deux passes décisives, lors d'une rencontre amicale face au Qatar, avec à la clé une large victoire 4-0.

## Statistiques
| Saison                | Club                    | Championnat           | Championnat | Championnat | Coupe(s) nationale(s) | Coupe(s) nationale(s) | Compétition(s) continentale(s) | Compétition(s) continentale(s) | Compétition(s) continentale(s) | Play-offs | Play-offs | République d'Irlande | République d'Irlande | Total | Total |
| Saison                | Club                    | Division              | M.          | B.          | M.                    | B.                    | Comp.                          | M.                             | B.                             | M.        | B.        | M.                   | B.                   | M.    | B.    |
| 2011-2012             | Plymouth Argyle         | League Two            | 38          | 2           | 4                     | 0                     | -                              | -                              | -                              | -         | -         | -                    | -                    | 42    | 2     |
| 2012-2013             | Plymouth Argyle         | League Two            | 42          | 5           | 5                     | 0                     | -                              | -                              | -                              | -         | -         | -                    | -                    | 47    | 5     |
| 2013-2014             | Plymouth Argyle         | League Two            | 45          | 8           | 8                     | 1                     | -                              | -                              | -                              | -         | -         | -                    | -                    | 53    | 9     |
| Sous-total            | Sous-total              | Sous-total            | 125         | 15          | 17                    | 1                     | -                              | -                              | -                              | -         | -         | -                    | -                    | 142   | 16    |
| 2014-2015             | Barnsley FC             | League One            | 46          | 13          | 7                     | 1                     | -                              | -                              | -                              | -         | -         | -                    | -                    | 53    | 14    |
| 2015-2016             | Barnsley FC             | League One            | 41          | 10          | 9                     | 1                     | -                              | -                              | -                              | 3         | 0         | -                    | -                    | 53    | 11    |
| 2016-2017             | Barnsley FC             | Championship          | 25          | 6           | 3                     | 0                     | -                              | -                              | -                              | -         | -         | -                    | -                    | 28    | 6     |
| Sous-total            | Sous-total              | Sous-total            | 112         | 29          | 19                    | 2                     | -                              | -                              | -                              | 3         | 0         | -                    | -                    | 134   | 31    |
| 2016-2017             | Aston Villa             | Championship          | 17          | 1           | -                     | -                     | -                              | -                              | -                              | -         | -         | 2                    | 0                    | 19    | 1     |
| 2017-2018             | Aston Villa             | Championship          | 41          | 11          | 2                     | 0                     | -                              | -                              | -                              | 3         | 0         | 3                    | 0                    | 49    | 11    |
| 2018-2019             | Aston Villa             | Championship          | 43          | 7           | 2                     | 1                     | -                              | -                              | -                              | 3         | 1         | 7                    | 1                    | 55    | 10    |
| 2019-2020             | Aston Villa             | Premier League        | 27          | 3           | 7                     | 4                     | -                              | -                              | -                              | -         | -         | 5                    | 0                    | 39    | 7     |
| 2020-2021             | Aston Villa             | Premier League        | 4           | 1           | 1                     | 0                     | -                              | -                              | -                              | -         | -         | 9                    | 0                    | 14    | 1     |
| 2021-2022             | Aston Villa             | Premier League        | -           | -           | 1                     | 0                     | -                              | -                              | -                              | -         | -         | -                    | -                    | 1     | 0     |
| Sous-total            | Sous-total              | Sous-total            | 132         | 23          | 13                    | 5                     | -                              | -                              | -                              | 6         | 1         | 27                   | 1                    | 178   | 30    |
| 2020-2021             | Swansea City (prêt)     | Championship          | 19          | 5           | 2                     | 0                     | -                              | -                              | -                              | 3         | 0         | -                    | -                    | 24    | 5     |
| 2021-2022             | Sheffield United (prêt) | Championship          | 29          | 1           | 1                     | 0                     | -                              | -                              | -                              | 1         | 0         | 9                    | 0                    | 40    | 1     |
| Sous-total            | Sous-total              | Sous-total            | 48          | 6           | 3                     | 0                     | -                              | -                              | -                              | 4         | 0         | 9                    | 0                    | 64    | 6     |
| 2022-2023             | Derby County            | League One            | 44          | 7           | 7                     | 0                     | -                              | -                              | -                              | -         | -         | 1                    | 0                    | 52    | 7     |
| 2023-2024             | Derby County            | League One            | 41          | 5           | 6                     | 1                     | -                              | -                              | -                              | -         | -         | -                    | -                    | 47    | 6     |
| Sous-total            | Sous-total              | Sous-total            | 85          | 12          | 13                    | 1                     | -                              | 0                              | 0                              | 0         | 0         | 1                    | 0                    | 99    | 13    |
| 2024-2025             | Barnsley FC             | League One            | 2           | 0           | -                     | -                     | -                              | -                              | -                              | -         | -         | -                    | -                    | 2     | 0     |
| Sous-total            | Sous-total              | Sous-total            | 2           | 0           | -                     | -                     | -                              | -                              | -                              | -         | -         | -                    | -                    | 2     | 0     |
| Total sur la carrière | Total sur la carrière   | Total sur la carrière | 504         | 85          | 65                    | 9                     | -                              | -                              | -                              | 13        | 1         | 36                   | 1                    | 618   | 96    |

## Palmarès

### En club
- Barnsley FC
  - Vainqueur du Football League Trophy en 2016 (en).

- Aston Villa
  - Finaliste de la Coupe de la Ligue anglaise en 2020.

- Derby County
  - Vice-champion d'Angleterre de troisième division en 2024.

### Distinctions personnelles
- Joueur du mois de troisième division anglaise en août 2014.
- Joueur du mois de deuxième division anglaise en septembre 2016.
- Membre de l'équipe-type de troisième division anglaise en 2023.